# Zapékanka
Zapékanka (polsky zapiekanka) je v Polsku populární jídlo, nabízené v rychlém občerstvení. Jedná se o podélně rozříznutou veku, na kterou umístí sýr a houby, později se dodá také i maso a zelenina. To celé se potom zapeče. Hotové jídlo se ještě ochutí kečupem, tatarskou omáčkou či hořčicí. Zapékanky si oblíbili v Polsku během 70. let, v dobách komunistického režimu. Existují četné variace, které se liší použitými přísadami.